# Yasmin Aga Khan
La princesse Yasmin Aga Khan, née à Lausanne le 28 décembre 1949, est une philanthrope américaine connue pour ses actions contre la maladie d'Alzheimer.
Elle est le deuxième enfant de l'actrice et danseuse américaine Rita Hayworth et le troisième enfant du prince Ali Khan, représentant du Pakistan auprès des Nations unies de février 1958 jusqu'à sa mort en 1960.

## Biographie

### Jeunesse
Née à Lausanne, en Suisse, Yasmin Aga Khan passe sa jeunesse avec sa mère et sa demi-sœur, Rebecca Welles Manning (1944–2004), fille de Rita Hayworth et d'Orson Welles. Elle a également deux demi-frères : le prince Karim Aga Khan IV et le prince Amyn Aga Khan.
Yasmin est scolarisée à la Buxton School (en), une école-pensionnat dans la ville de Williamstown, dans le Massachusetts, ainsi qu'à l'École internationale de Genève, en Suisse. En 1973, elle ressort diplômée du Bennington College,. 
Durant sa jeunesse, Yasmin s'intéresse au chant lyrique.

### Activités philanthropiques
Marquée par la mort de sa mère, dont elle s'est occupée pendant de nombreuses années, de la maladie d'Alzheimer, Yasmin Aga Khan s'engage dans la lutte contre cette maladie. Elle devient ainsi vice-présidente de l'Alzheimer's and Related Disorders Association (« Association contre l’Alzheimer et les troubles apparentés »). Elle est également présidente de Alzheimer Disease International (en), membre du Conseil national du Salk Institute for Biological Studies, ainsi que porte-parole du comité de réception de la faculté de médecine de l'université de Boston. Elle fait également partie de plusieurs comités de la Fondation Aga Khan (en). Le documentaire I Remember Better When I Paint, sorti en 2009, comprend une interview de Yasmin Aga Khan ; cette dernière y décrit comment sa mère a eu recours à la peinture pour mieux soigner sa maladie.

### Vie privée
Yasmin Aga Khan a résidé dans un appartement de l'avenue Central Park West de New York. Elle se marie pour la première fois en 1985 avec Basil Embiricos, fils de Nicholas Embiricos, issu d'une riche famille grecque de propriétaires de navires installée à Lausanne et ami proche de la femme d'affaires Christina Onassis. Basil Embiricos, scolarisé au Collège d'Eton et diplômé du Magdalene College de Cambridge, était un économiste actif dans les entreprises de sa famille. Le couple a eu un fils, Andrew Ali Aga Khan Embiricos. Aga Khan et Embiricos divorcent en 1987. Andrew meurt dans son appartement à Chelsea, dans l'arrondissement new-yorkais de Manhattan, le 4 décembre 2011 à 25 ans. 
Yasmin se marie pour la deuxième fois, en 1989, avec Christopher Michael Jeffries, un avocat et agent immobilier. Ils divorcent en 1993.